# Вуханівка
Вуханівка — село, Золотарівська сільська рада, Кобеляцький район, Полтавська область, Україна.
Село ліквідоване 1988 року.

## Географія
Село Вуханівка розташоване на правому березі річки Великий Кобелячок, вище за течією за 1,5 км розташоване село Драбинівка, нижче за течією за 1 км розташоване село Золотарівка.

## Історія
- 1988 — село ліквідоване[1].